# Florence Ben Sadoun
Pour les articles homonymes, voir Sadoun.
Florence Ben Sadoun, née en 1961 à Saint-Mandé, est une journaliste et écrivaine française.  Elle a été directrice de la rédaction du magazine Première jusqu'en juin 2010. Elle est depuis rédactrice en chef adjointe Cinéma du magazine Elle. 

## Biographie
Journaliste, Florence Ben Sadoun travaille de 1981 à 2008 pour le magazine Elle en tant que reporter, puis à partir de 2001 comme rédactrice en chef adjointe, avant d'être nommée directrice de rédaction du magazine Première tout en continuant d'écrire des critiques de films pour Elle. Cette même année, elle publie son premier roman La Fausse Veuve. Elle anime également des chroniques cinéma dans diverses émissions sur France Culture et intervient régulièrement dans l'émission Cinémas de Serge Moati. Depuis la rentrée 2011, elle fait partie de l'émission Il n'y en a pas deux comme Elle présentée par Marion Ruggieri sur Europe 1.
En 2010, elle joue une scène dans Tournée, le film de Mathieu Amalric qu'elle avait rencontré pour le tournage du Scaphandre et le Papillon en raison de ses liens avec Jean-Dominique Bauby — dont elle fut la compagne avant et après son accident et qui inspira son roman — que Mathieu Amalric incarne par la suite à l'écran,. Elle a également joué aussi dans Les Jours venus de Romain Goupil en 2015.
En 2019, elle collabore pour le magazine Madame Figaro.
Elle est membre du Collectif 50/50 qui a pour but de promouvoir l'égalité des femmes et des hommes et la diversité dans le cinéma et l'audiovisuel,.

### Vie privée
Elle est l'épouse de l'acteur Gilles Gaston-Dreyfus.

## Ouvrages
- 2008 : La Fausse Veuve, Éditions Denoël  (ISBN 9782207260739)
- 2015 : La Voix humaine, éditions Naïve
- 2022 : Joan Mitchell, la fureur de peindre, édition Flammarion.